# 폭소 대탈출
《폭소 대탈출》(영어: Don't Drink the Water)은 미국에서 제작된 하워드 모리스 감독의 1969년 코미디 영화이다. 재키 글리슨 등이 출연하였고, 찰스 H. 조피 등이 제작에 참여하였다.

## 출연진
- 재키 글리슨
- 에스텔 파슨스
- 테드 베설
- 조앤 딜레이니
- 마이클 콘스턴틴
- 하워드 세인트존
- 대니 미언
- 리처드 리버티니
- 에이버리 슈라이버
- 마크 고든
- 필 리즈
- 피에르 오라프
- 하워드 모리스

## 기타 제작진
- 협력 제작: 잭 그로스버그
- 의상: 진 코핀